# Jonathan Torres
Jonatan Torres (Santa Fe, Argentina; 29 de diciembre de 1996) es un futbolista argentino. Juega de delantero centro y actualmente se encuentra en Cerro Porteño de la Primera División APF del Paraguay. Entre sus clubes más destacados se encuentra Sarmiento de Junín, dónde jugó durante cuatro años e hizo goles muy recordados. 

## Estadísticas
- Actualizado hasta el 16 de agosto de 2025.

| Quilmes Argentina | 1.ª                 | 2015                | 1   | 0  | 0  | 0  | -  | - | 1   | 0  | 0    |
| Quilmes Argentina | 1.ª                 | 2016                | 0   | 0  | 0  | 0  | -  | - | 0   | 0  | 0    |
| Quilmes Argentina | 1.ª                 | 2016-17             | 6   | 0  | 0  | 0  | -  | - | 6   | 0  | 0    |
| Quilmes Argentina | 2.ª                 | 2017-18             | 16  | 2  | -  | -  | -  | - | 16  | 2  | 0.13 |
| Quilmes Argentina | Total club          | Total club          | 23  | 2  | 0  | 0  | -  | - | 23  | 2  | 0.09 |
| Almagro Argentina | 2.ª                 | 2018-19             | 17  | 2  | 2  | 0  | -  | - | 19  | 2  | 0.11 |
| Almagro Argentina | 2.ª                 | 2019-20             | 9   | 0  | 0  | 0  | -  | - | 9   | 0  | 0    |
| Almagro Argentina | Total club          | Total club          | 26  | 2  | 2  | 0  | -  | - | 28  | 2  | 0.07 |
| Sarmiento (J) Argentina | 2.ª                 | 2020                | 7   | 3  | -  | -  | -  | - | 7   | 3  | 0.43 |
| Sarmiento (J) Argentina | 1.ª                 | 2021                | 24  | 8  | 15 | 5  | -  | - | 39  | 13 | 0.33 |
| Sarmiento (J) Argentina | 1.ª                 | 2022                | 19  | 4  | 14 | 5  | -  | - | 33  | 9  | 0.27 |
| Sarmiento (J) Argentina | Total club          | Total club          | 50  | 15 | 29 | 10 | -  | - | 79  | 25 | 0.32 |
| Querétaro · México | 1.ª                 | C-2023              | 13  | 1  | -  | -  | -  | - | 13  | 1  | 0.08 |
| Querétaro · México | 1.ª                 | A-2023              | 1   | 0  | -  | -  | 4  | 0 | 5   | 0  | 0    |
| Querétaro · México | Total club          | Total club          | 14  | 1  | -  | -  | 4  | 0 | 18  | 1  | 0.06 |
| Lanús Argentina | 1.ª                 | 2023                | -   | -  | 8  | 2  | -  | - | 8   | 2  | 0.25 |
| Lanús Argentina | 1.ª                 | 2024                | 19  | 4  | 11 | 0  | 10 | 0 | 40  | 4  | 0.1  |
| Lanús Argentina | Total club          | Total club          | 19  | 4  | 19 | 2  | 10 | 0 | 48  | 6  | 0.13 |
| Cerro Porteño Paraguay | 1.ª                 | A-2025              | 18  | 6  | 0  | 0  | 8  | 3 | 25  | 9  | 0.32 |
| Cerro Porteño Paraguay | 1.ª                 | C-2025              | 7   | 2  | 0  | 0  | 1  | 0 | 8   | 2  | 0.25 |
| Cerro Porteño Paraguay | Total club          | Total club          | 24  | 7  | 0  | 0  | 9  | 3 | 34  | 11 | 0.32 |
| Total en su carrera | Total en su carrera | Total en su carrera | 156 | 31 | 50 | 12 | 23 | 3 | 229 | 47 | 0.2  |
| (1) Las copas nacionales se refiere a la Copa Argentina y a la Copa de la Liga Profesional. (2) Las copas internacionales se refiere a la Copa Libertadores, a la Copa Sudamericana, a la Liga de Campeones de la CONCACAF y a la Leagues Cup. (3) Media de goles por encuentro. No incluye goles en partidos amistosos. |                     |                     |     |    |    |    |    |   |     |    |      |